# Dendrophthora capillaris
Dendrophthora capillaris är en sandelträdsväxtart som beskrevs av J. Kuijt. Dendrophthora capillaris ingår i släktet Dendrophthora och familjen sandelträdsväxter. Inga underarter finns listade i Catalogue of Life.